# Château de Tiregand
Le château de Tiregand est un château français implanté sur la commune de Creysse dans le département de la Dordogne, en région Nouvelle-Aquitaine. Il a été édifié aux XVIIIe et XIXe siècles.

## Présentation
Le château de Tiregand se situe en Bergeracois, au sud du département de la Dordogne, à environ un kilomètre à l'ouest du centre-ville de Creysse. C'est une propriété privée, dont la terrasse et les jardins sont ouverts au public d'avril à octobre.
Le parc domine d'une quarantaine de mètres la vallée de la Dordogne. Le domaine s'étend sur 406 hectares. Le château, les communs, le parc, les terrasses, les douves et la rotonde sont inscrits au titre des monuments historiques le 20 décembre 2002.
Le vignoble de 43 hectares qui y est cultivé produit du vin de pécharmant. Les chais sont implantés au Vieux Castel (encore appelé le château Vieux).

## Historique

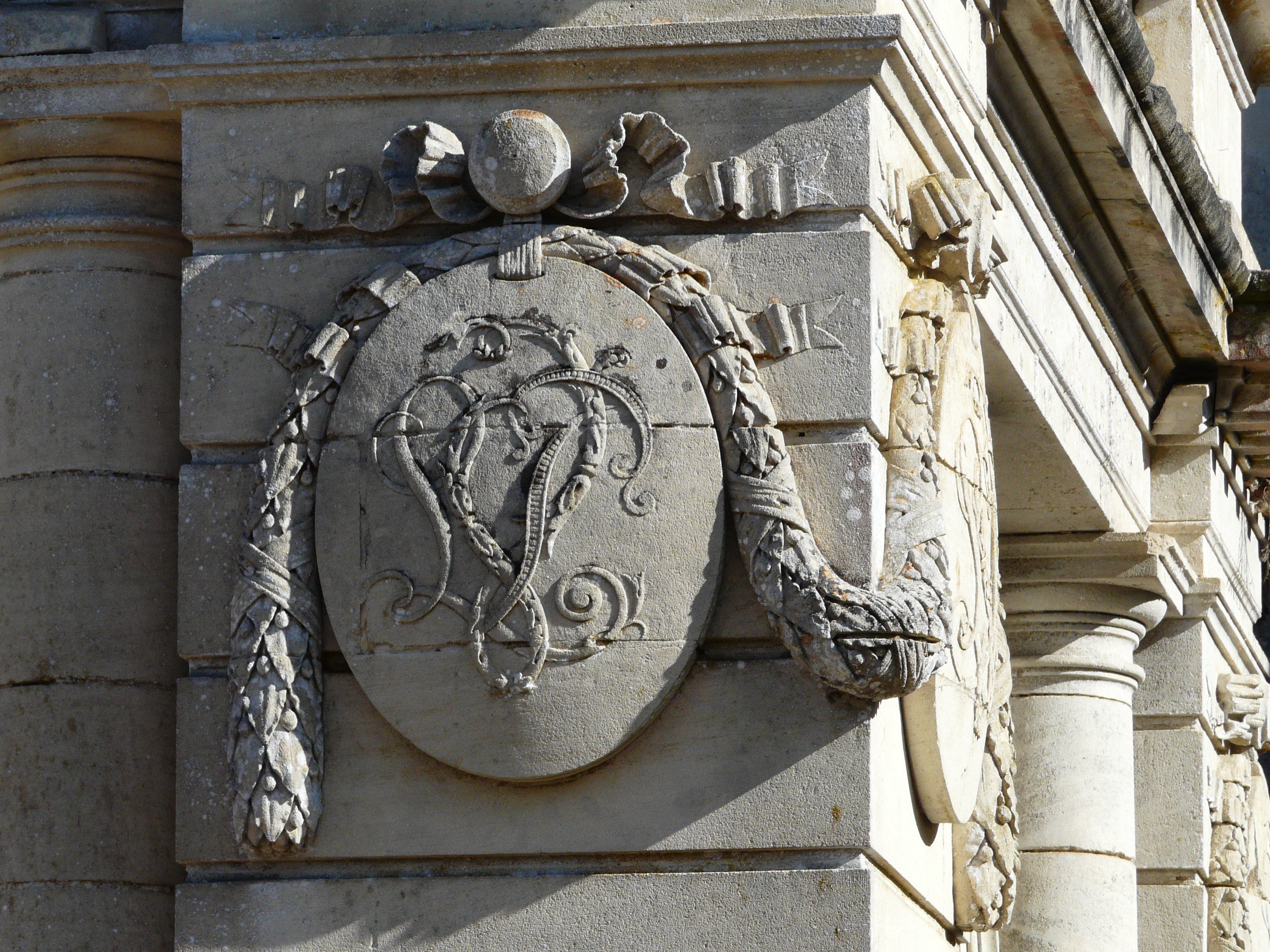
Les lettres LP entremêlées, représentant la famille de La Panouse.

L'établissement du château primitif au XIIIe siècle serait due à Edward Tyrgan, fils naturel d'Henri III d'Angleterre.
En 1575, les reliques de saint Front, dérobées à Périgueux par les Huguenots, sont transportées au château avant d'être précipitées dans la Dordogne.
L'actuel château est construit au XVIIIe siècle sous l'impulsion de Jean Charles d'Augeard, président à mortier auprès du parlement de Bordeaux. Le Vieux Castel est alors transformé en chai.
En 1826, le comte Alexandre César de La Panouse, député de Paris de 1822 à 1827, achète le château. Il décède au domaine en 1836.
Son fils, César Armand Anatole de La Panouse fait bâtir le logis oriental qui arbore les armoiries de la famille ainsi que des médaillons aux lettres entremêlées LP.
Au XXe siècle, le château passe à la famille de Saint-Exupéry.
En 2022, la famille Guyot, déjà propriétaire en Dordogne des châteaux de Bridoire et de Marzac, achète le château, les communs attenants, les clubs canin et hippique ainsi qu'une quarantaine d'hectares de terrain ; sur les plus de 400 hectares que représente l'ensemble du domaine, le reste — dont 42 hectares de vignoble pécharmant — est conservé par la famille de Saint-Exupéry. Une ouverture du château au public est prévue à partir de juillet 2022,.

## Architecture
Une partie des douves a été conservée mais est désormais à sec.
Deux logis sont juxtaposés longitudinalement. Le plus récent et le plus étendu, à l'est, date du XIXe siècle. Il est encadré par deux imposants pavillons. Celui situé à l'ouest fait la transition avec le logis le plus ancien qui remonte au XVIIIe siècle.
Les écuries et les communs sont accolés au nord et au nord-est du logis est.

## Photothèque

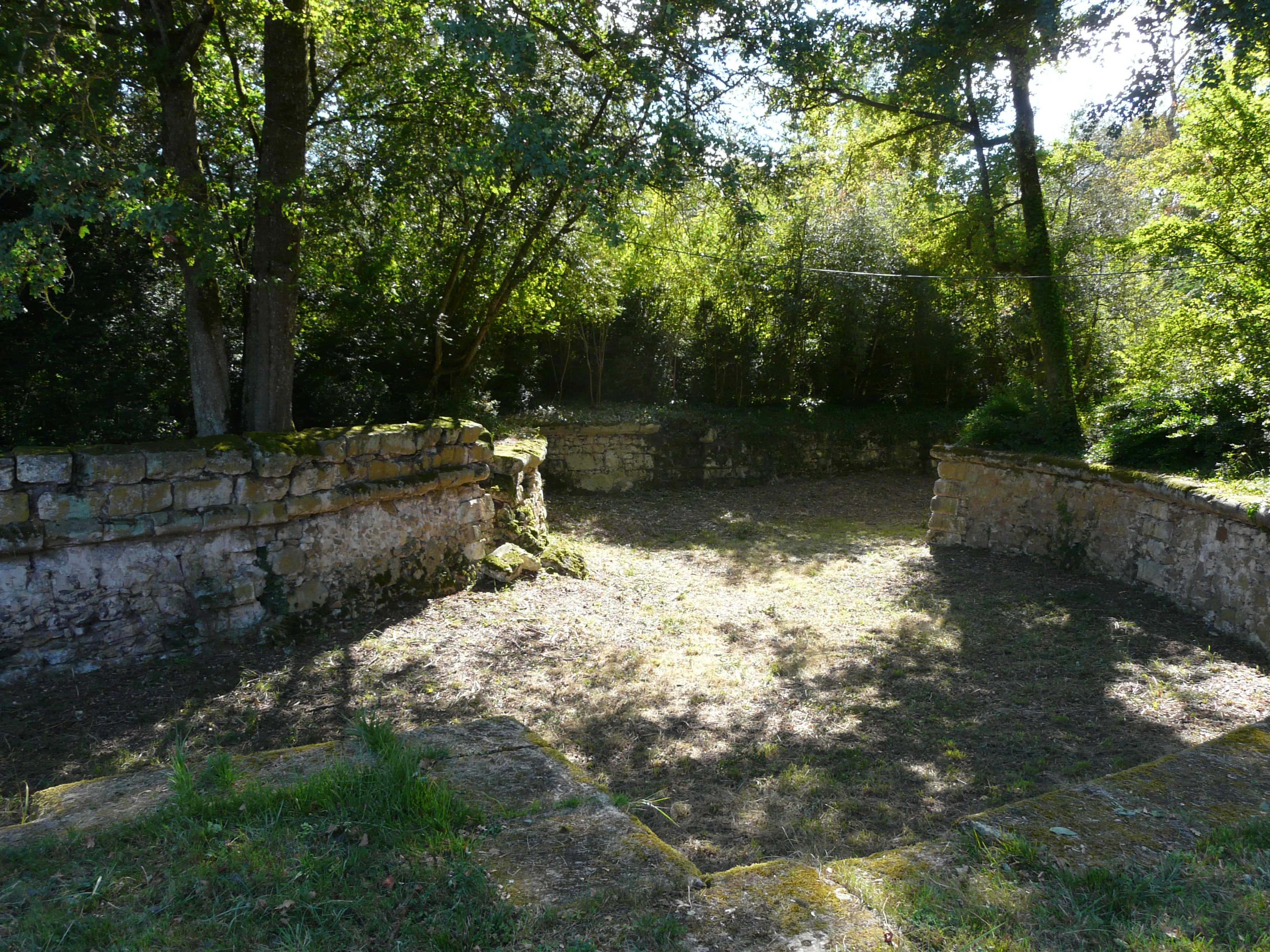
Les douves asséchées.
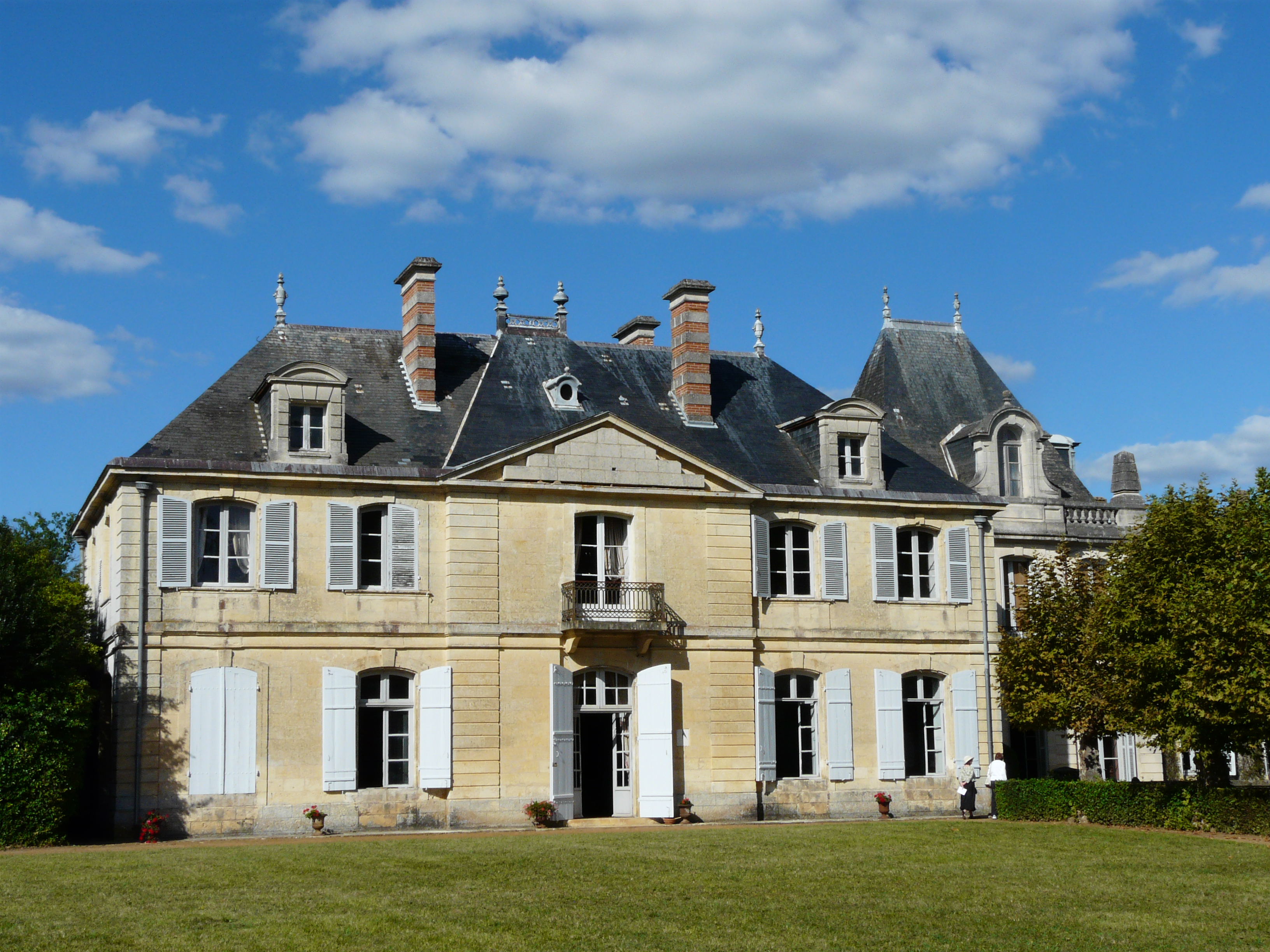
La façade sud-ouest XVIIIe siècle.
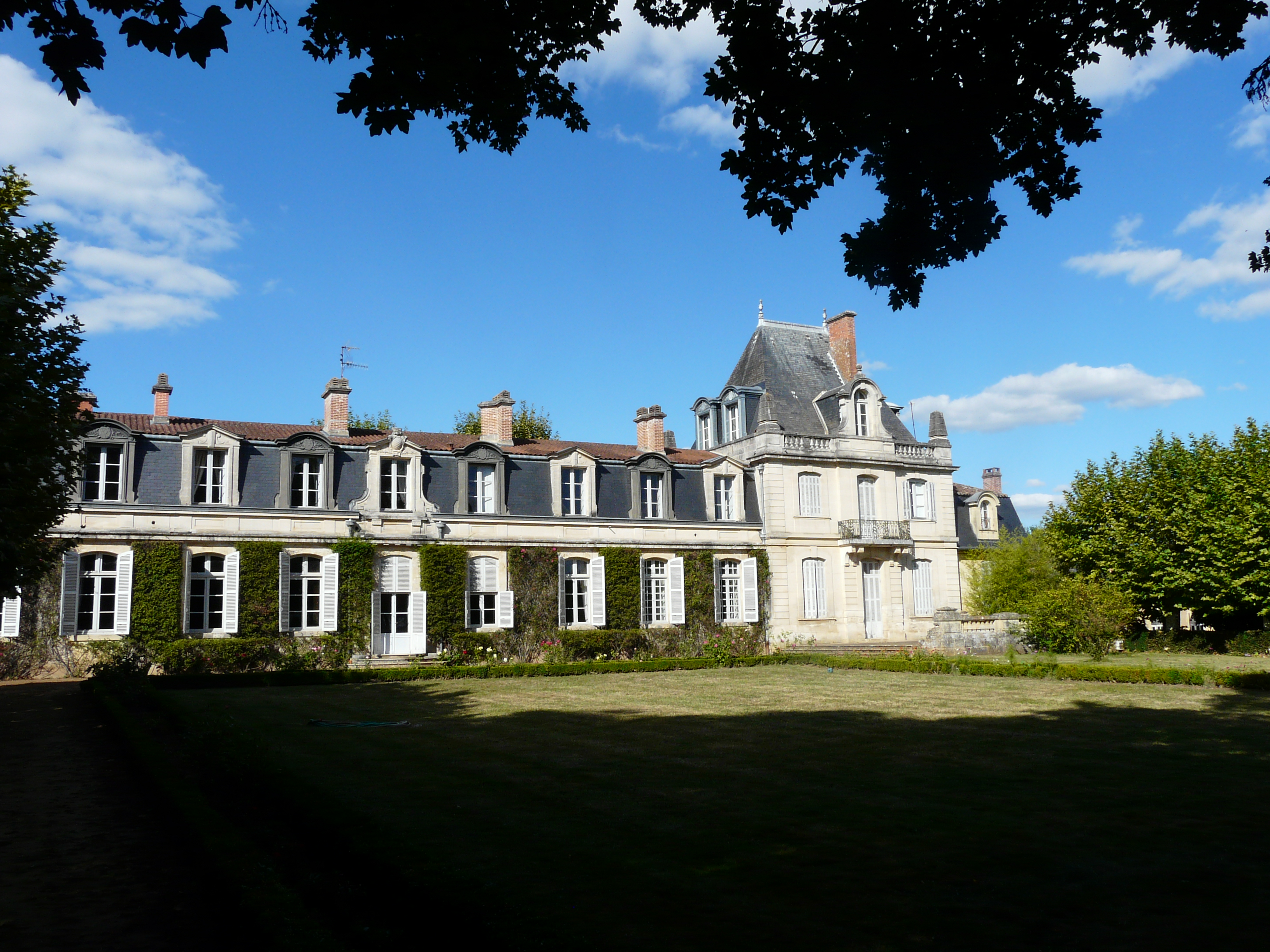
La façade sud-est XIXe siècle.
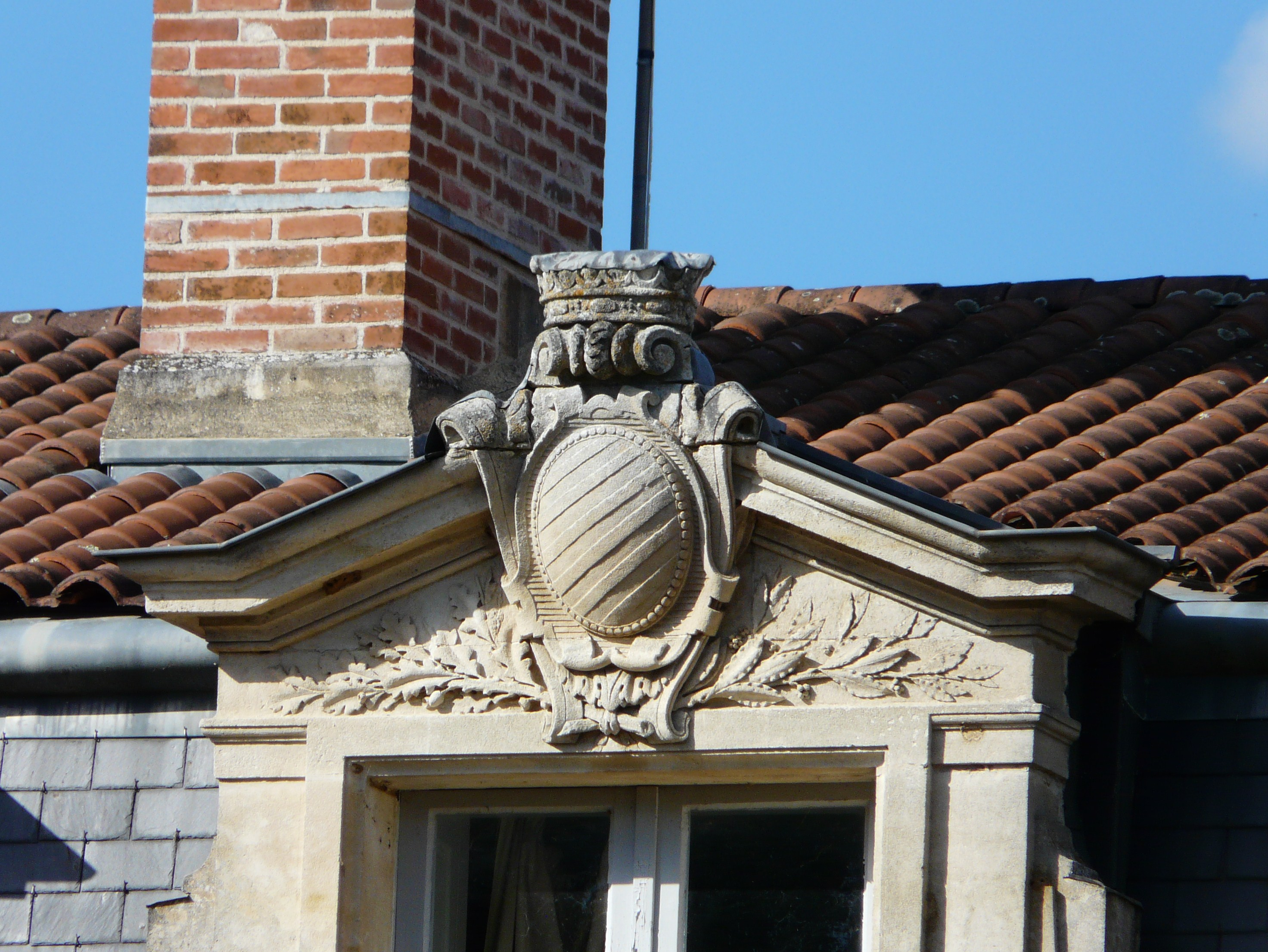
Les armoiries de la famille de La Panouse.
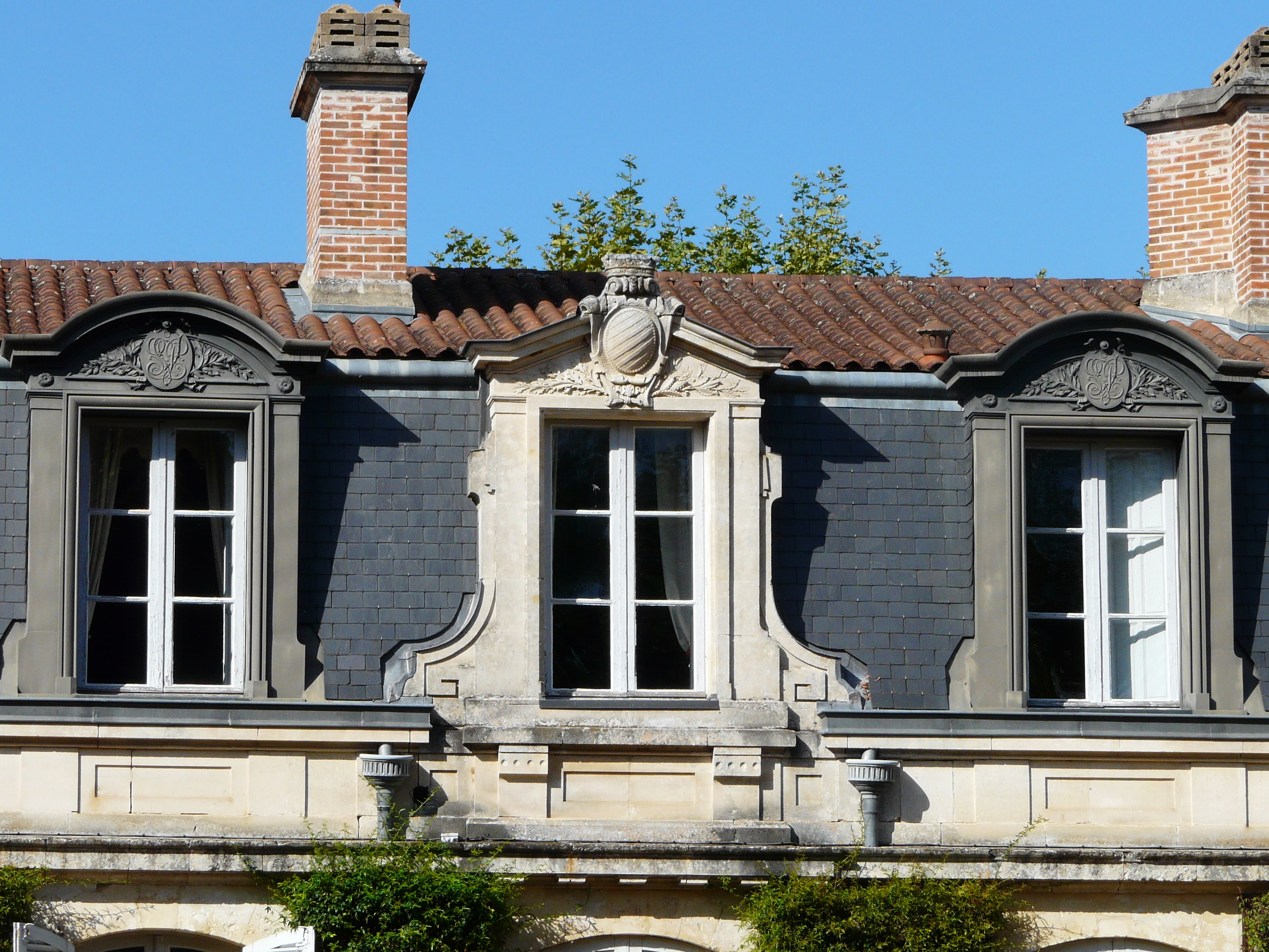
Lucarnes du logis XIXe siècle.
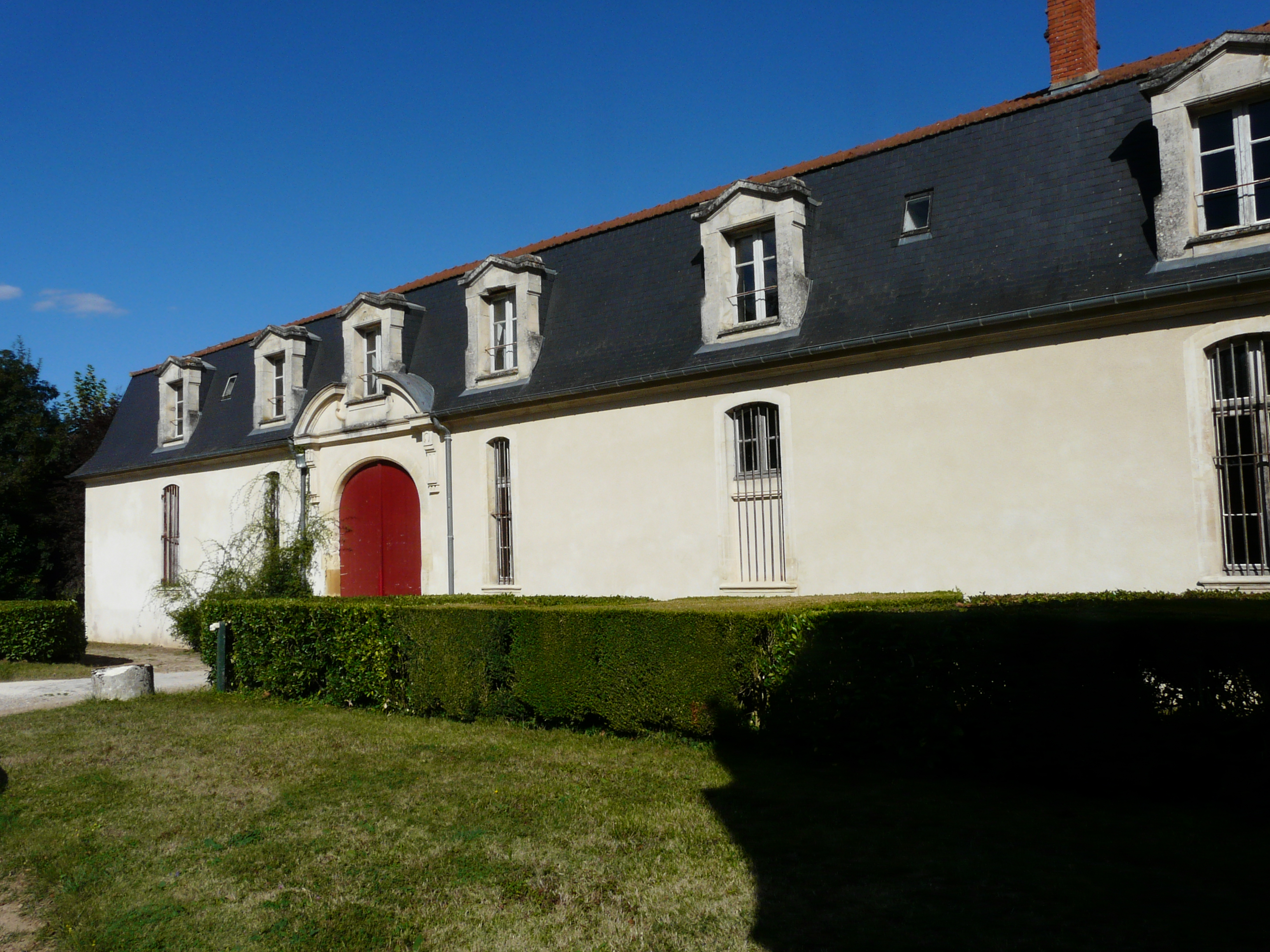
Le bâtiment des écuries.
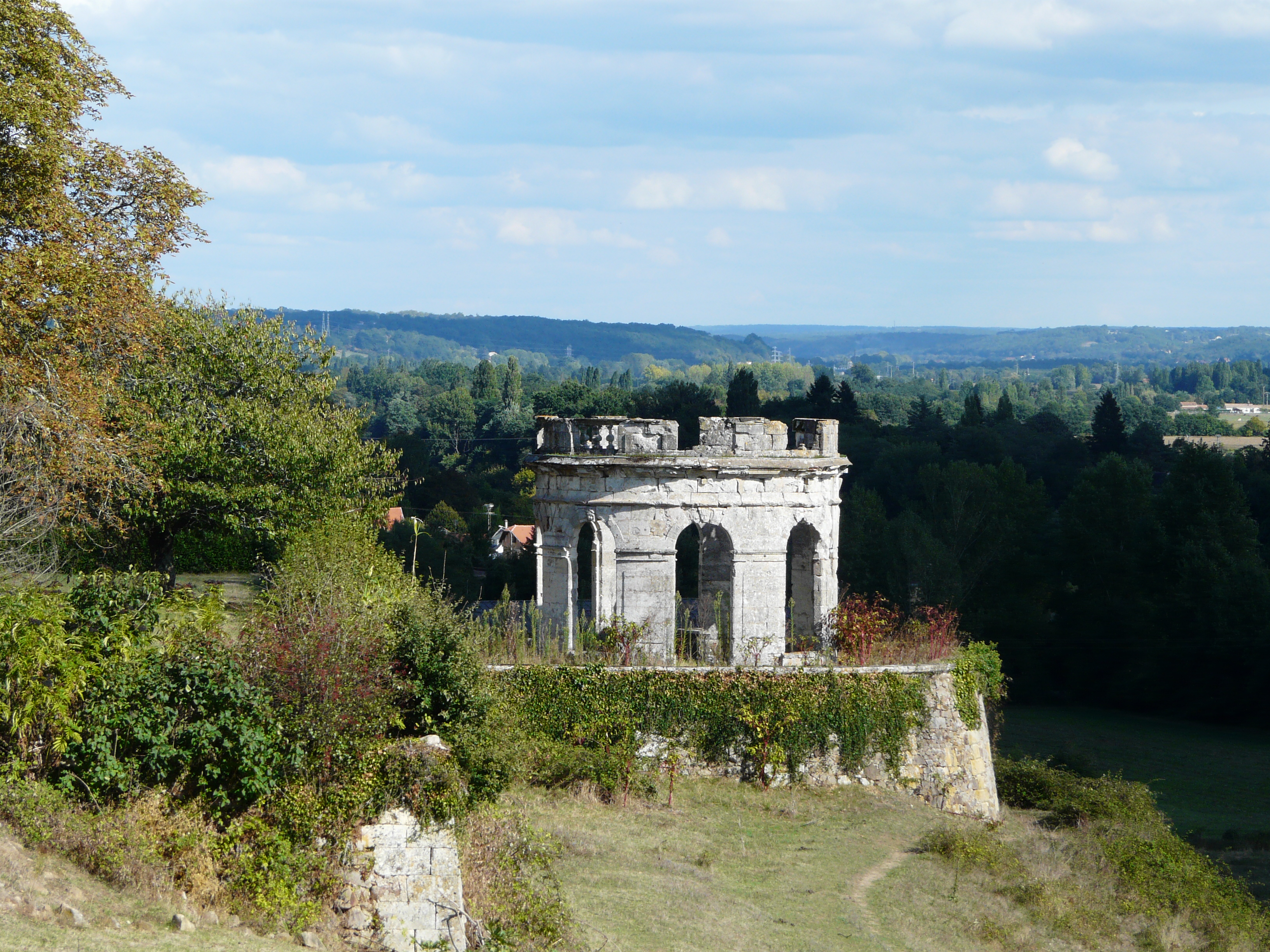
La folie du XVIIIe siècle.
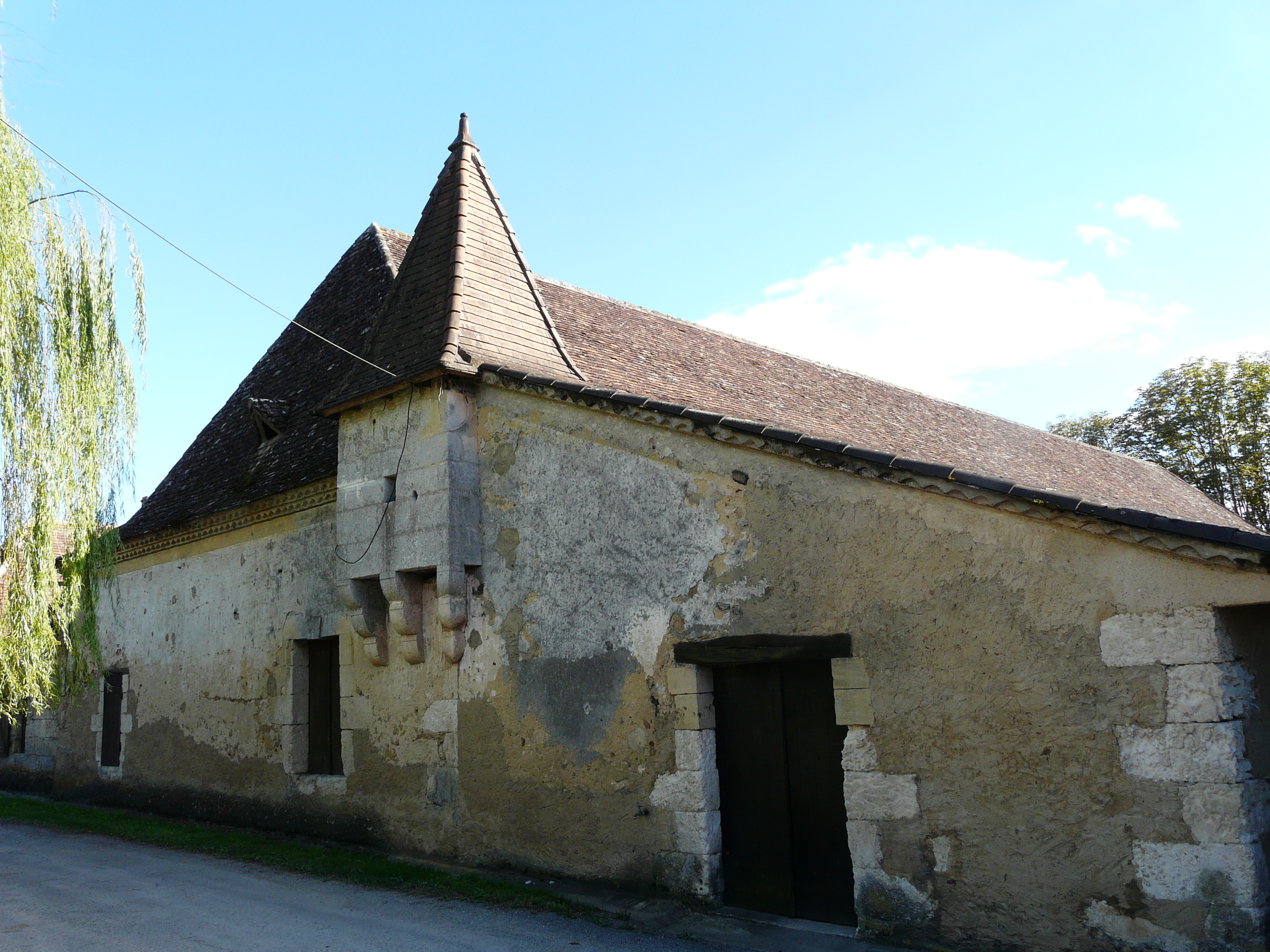
Le château Vieux.